# 帕罗宛 (犹他州)
帕罗宛（英文：Parowan），是美国犹他州艾恩县下属的一座城市。建市于 1851年，面积大约为6.66平方英里（17.2平方公里），海拔约为6,017英尺（1,834米）。根据2010年美国人口普查，该市有人口2,790人。